# احتجاجات غزة الاقتصادية 2019
بدأت الاحتجاجات الاقتصادية لعام 2019 في غزة، والتي أطلق عليها اسم «احتجاجات بدنا نعيش»، في فبراير وقد بدأت من قبل ناشطين في وسائل الإعلام غير السياسية. تم تسمية المجموعة بحركة 14 مارس. تهدف الاحتجاجات إلى خفض ارتفاع تكاليف المعيشة والزيادات الضريبية في قطاع غزة.
قوبلت الاحتجاجات بالعنف من قبل حماس الحاكمة، التي أرسلت قوات الأمن لتفريق المحتجين. نددت عدة منظمات لحقوق الإنسان وفصائل سياسية بهجمات قوات الأمن التابعة لحماس على المحتجين. وقد وُصفت الاحتجاجات بأنها أشد الاحتجاجات المناهضة للنظام في غزة منذ استيلاء حماس على السلطة في عام 2007.